# Malik Agar
Malik Agar (en árabe: مالك عقار‎, romanizado: Mālik ʻAqqār; nacido Nganyofa Agar Eyre Nganyofa ) es un político sudanés y ex líder insurgente que estuvo activo en la insurgencia en el estado de Kordofán del Sur y Nilo Azul. y desde el 19 de mayo de 2023 es vicepresidente del Consejo de Soberanía de Transición tras la destitución de Mohamed Hamdan Dagalo, la junta militar que gobierna Sudán desde 2021.

## Primeros años
Malik Agar nació en Nganyofa Agar Eyre Nganyofa de un jefe Ingessana en el estado del Nilo Azul. No supo que era musulmán hasta los ocho años y Su director le puso el nombre de "Malik" y le dijo que era musulmán. A partir de entonces, lo llamaron "Malik Agar Eyre".

### Segunda guerra civil sudanesa
En la década de 1990, fue comandante de una sección de las fuerzas militares del Movimiento de Liberación del Pueblo Sudanés (SPLM) a lo largo de la frontera entre Etiopía y Sudán al sur del Nilo Azul hasta Geissan. Unidades del SPLM bajo su mando capturaron las ciudades de Kurmuk y Qaissan en 1997.
Agar era alguien cercano a John Garang y compartía su objetivo de derrocar al gobierno de Sudán, en lugar de luchar por la secesión de Sudán del Sur. Después de la muerte de Garang, Agar, junto con otros que compartían el deseo de una revolución en Sudán, fueron marginados por la nueva dirección del SPLM. Agar expresó su desaprobación de la secesión de Sudán del Sur a un funcionario estadounidense en 2009, afirmando que causaría la eventual división del resto de Sudán.

### Postguerra
Fue elegido gobernador del estado del Nilo Azul en la República del Sudán en abril de 2010. Agar fue uno de los pocos miembros destacados de la oposición sudanesa que se presentó a las elecciones y fue el único candidato no perteneciente al Partido del Congreso Nacional (NCP) que ganó la gobernación. Agar derrotó al candidato del PCN, Farah Ibrahim Mohamed Al-Aggar, por 108.119 a 99.417 votos.
En febrero de 2011, Malik Agar también se convirtió en presidente del Movimiento de Liberación del Pueblo de Sudán-Norte, la parte del SPLM que opera en el norte de Sudán. La porción sur del SPLM se convirtió en un partido político independiente en Sudán del Sur cuando el país se separó de la República de Sudán en julio de 2011.
El 2 de septiembre, Agar fue depuesto como gobernador por orden del presidente Omar al-Bashir. Huyó al sur del estado y, según informes, estaba planeando un contraataque. Advirtió que el conflicto Sudán-SPLM puede desencadenar una guerra civil sudanesa más amplia.
En febrero de 2012, Agar ayudó a fundar el Frente Revolucionario Sudanés (SRF); una coalición de grupos de oposición sudaneses que tiene como objetivo derrocar al gobierno sudanés y reemplazarlo con una democracia. En febrero de 2012, Agar fue elegido presidente del SRF.